# 양 원제
양 세조 효원황제 소역(梁 世祖 孝元皇帝 蕭繹, 508년 9월 16일 ~ 555년 1월 27일)은 중국 남북조 시대 양나라의 제4대 황제이다. 무제의 일곱째 아들이다. 자는 세성(世誠)이며, 아명은 칠부(七符)이다.

## 생애
508년 8월에 태어났으며 무제와 완령영 사이에서 태어난 일곱째 아들이다.
7살에 상동왕에 책봉되고 547년 정월, 형주, 옹주 등 9주 군사도독을 맡고 형주자사가 되었다.
549년, 하남왕 후경이 난을 일으키고 소연을 유폐시켰다가 소연이 굶어 죽자 소역은 작은 아들을 서위에 볼모로 보내고 북제와 화의를 맺었다. 이에 서위는 볼모를 받지 않고 형제 관계를 맺기 원했고 북제는 소역을 양나라 상국으로 임명했다. 6월, 소역은 후경을 토벌할 작정으로 군대를 모집하고 하동왕, 상동자사였던 소예에게 3번이나 사람을 보내 식량을 빌려달라고 했다. 하지만 소예는 모두 거절하자 소역은 무력으로 소예를 공격했다. 이에 소예의 아우였던 악양왕, 옹주자사 소찰은 소역의 근거지였던 강릉을 공격해서 소찰의 형 소예를 구원하려다가 오히려 패배하고 도망쳤다. 그래서 소찰은 서위에 구원을 보내 번국이 되기를 원했다. 이듬해 4월, 평남장군 왕승변이 장사를 함락시키고 소예를 죽였다. 551년 6월, 후경은 파릉에서 대패하고 건강으로 도주했으며 소역은 군사를 이끌고 계속 추격했다. 7월, 후경은 소강을 협박하여 예장왕 소동에게 양위하게 하고 소동을 황제로 세웠다가 11월, 소동을 폐하고 스스로 한(漢)나라 황제가 되었다. 그러나 이듬해 3월, 왕승변과 시흥태수 진패선의 공격을 받고 후경은 가죽 주머니에 두 아들을 넣어 백여 기를 데리고 동으로 달아났다. 배를 타고 장강을 건너 북으로 도주할 생각이었지만 추격병이 계속 쫓아왔다. 이에 빨리 도주하기 위해 자기 자식들을 강물에 집어 넣고 나름대로 오래 갔지만 지쳐 잠든 사이에 부하들에게 살해당했다.
후경의 부하들은 그의 시체를 소금에 절이고 그의 처자와 함께 건강으로 보냈다. 왕승변은 후경의 머리를 베어 강릉으로 보내고 그의 팔은 북제로 보냈다. 이는 후경이 북제의 전신인 동위에서 이탈한 장수이므로 북제와의 화평을 위해 그를 죽였다는 증거로 보낸 것이다. 그리고 후경의 시체는 건강 거리에 달아매놓았으며 그의 처자는 모두 참살되었다. 매달아놓은 그의 시체는 백성들이 달려들어 붙어 있는 살을 모두 뜯어먹었는데 어떤 의미에서는 왕망보다 더 처참했다. 늦게 도착해 살을 먹지 못한 백성들은 억울해하다가 남은 뼈를 불태워 물에 태워 마실 정도로 후경에 대한 적개심은 대단했다. 후경의 머리는 강릉에 있던 소역이 받아서 후경에 의해 비참하게 아사한 아버지 무제의 원혼을 달래는 제물로 사용되었다. 그 다음에는 사흘동안 강릉 거리에 매달았다가 삶아서 색칠한 다음 무기창고에 보관했다. 이것은 후경이 저지른 악업의 크다큰 대가였다.
후경의 난은 평정되었으나, 양나라 국력은 크게 쇠약해지고 영토의 반 이상이 서위와 북제에 넘어갔다. 파촉 지방, 형주 지방, 장강 이북 지방을 서위와 북제에 상실함으로써 영토는 장강 이남으로 한정되었다. 4월에 황제를 칭했던 무릉왕, 태위, 익주자사 소기는 소역에게 화해를 구걸했으나 거절당하고 7월에 토벌당한 다음 피살되었다. 11월, 소역은 강릉에서 황제에 즉위하고 폐허가 된 수도 건강 대신에 자신의 근거지 강릉으로 천도했다. 그는 강릉을 건강을 모델로 그대로 개축했는데 성벽의 표격, 대전, 성문 이름까지 모두 건강과 같았다.
그는 효성이 지극해 아버지가 죽은 정전에서 일을 보지 않고 용광전에서 업무를 처리했다. 그런데 이듬해 3월 서위의 사신을 접견했다. 하지만 대우가 북제의 사신보다 못하다는 구실로 서위의 승상이자 권력자였던 우문태는 불만을 품었다. 이를 구실로 소기의 동생이었던 옹주자사 소찰의 지지와 지원 하에 5만 명을 출병시켜 소역을 공격했다. 소역의 조카뻘이었던 소찰은 강릉과 가까운 요충지 양양을 서위에게 스스로 바치고 서위군과 함께 형주 강릉을 공격해왔다.
소역은 진양문에서 열병하고 비파문으로 친히 나가 항전했으나, 11월, 강릉이 포위되고 외성 서문이 열려서 서위군이 들어오자 소역은 절망하며 말했다.
| “ | 만 권의 책을 읽고 오늘 이렇게 일생을 마치는구나. 죽을 바에 책들이 무슨 소용인가? 문무의 도가 오늘 밤에 끝장나는구나. | ” |

라면서 내성 안 동죽각전에 비치된 고금도서 14만 권을 모두 불살라 없애고 내성으로 퇴각했다. 이것은 진시황의 분서갱유보다 심하고 항우의 함양 파괴에 비견할 만하다. 결국 12월, 외성마저 함락되면서 사로잡혀 궁중 주의고에 구금되었다가 머지않아 소찰의 지시에 의해 결국 피살되었다. 소찰은 천으로 그의 몸을 감아 부들돗자리에 싸고 흰 띠로 묶어 강릉 진양문 밖에 매장했으며 그가 죽을 때의 나이는 47세였다.
서위는 소찰을 황제로 세우고 강릉성을 두 구역으로 나누어 동쪽에는 소찰이 거주하고 서쪽은 강릉 총관이 지휘하는 서위군이 주둔하면서 서위의 괴뢰국가인 후량이 탄생했다.
소역은 어려서부터 총명해서 이미 대여섯 살 때부터 사서오경을 암송하여 소연의 칭찬을 받았다. 장성해서는 많은 책을 읽었고 눈병으로 한쪽 눈을 잃고도 그만두지 않았다. 또 책 수집을 즐겨 많은 책들을 모아 창고에 보관했는데 이것은 그의 만행으로 없어졌다. 서화, 문장에 뛰어나 저작을 남겼으며 조서도 붓만 들면 바로 완성했다. 현재 남아있는 <양직공도>가 그의 작품으로 알려져 있다. 단, 소역이 그린 원본은 남아 있지 않고 <역대제왕도권>으로 유명한 당나라 화가 엽립본의 모사본도 남아있지 않다. 현재 것은 북송 시대의 모사본이다.
하지만 나약하고 원대한 계획이 없었고 의심이 많고 과단성이 없었다. 황로 사상을 숭상해서 강릉이 서위에게 포위됐을때도 태평스럽게 <노자>를 강의하여 백관들은 갑옷을 입고 그의 강의를 들었다. 또 여색은 즐기지 않았지만 미신을 깊이 믿어 금기하는 것이 많았다. 벽이 무너지거나 집이 기울어져도 때가 아니라는 이유로 수리를 미뤘다. 억지로 꾸미는 것을 좋아하고 시기심이 많았으며 잔인했다. 강릉이 포위당했을 때 감옥에는 수천 여명의 사형범들이 갇혀 있었는데 관원은 그들을 풀어 군사로 충당시키고 무기를 주어 싸우게 하자고 건의했으나 오히려 그들을 모두 몽둥이로 때려 죽이라고 지시했다. 그러나 소역이 곧 죽는 바람에 이것은 집행되지 않았다.

## 가족

### 조부모와 부모
- 조부 : 태조(太祖) 문황제(文皇帝) 소순지(蕭順之)
- 조모 : 문헌황후(文獻皇后) 장상유(張尙柔)
- 부친 : 고조(高祖) 무황제(武皇帝) 소연(蕭衍)
- 모친 : 문선황태후(文宣皇太后) 완령영(阮令嬴)

### 후비
| 봉호               | 별칭           | 이름(성씨)     | 생몰년도  | 비고  |
| ------------------ | -------------- | -------------- | --------- | ----- |
| 상동왕비(湘東王妃) |                | 서소패(徐昭佩) | ? ~ 549년 | [ 1 ] |
| 귀비(貴妃)         | 황태후(皇太后) | 하왕풍(夏王豊) |           | [ 2 ] |
| 귀빈(貴嬪)         |                | 왕씨(王氏)     |           |       |
| 귀인(貴人)         |                | 원씨(袁氏)     |           |       |
| 양인(良人)         |                | 왕씨(王氏)     |           | [ 3 ] |
|                    |                | 홍야주(弘夜姝) |           |       |
|                    |                | 이도아(李桃兒) |           |       |

### 황자
| - | 봉호                   | 시호       | 이름           | 생몰년도      | 생모            | 별칭  | 비고                   |
| - | ---------------------- | ---------- | -------------- | ------------- | --------------- | ----- | ---------------------- |
| 1 | 상동왕세자(湘東王世子) | 무열(武烈) | 소방등(蕭方等) | 528년 ~ 549년 | 하동왕비 서소패 | [ 4 ] | [ 5 ]                  |
| 2 | 상동왕세자(湘東王世子) | 정혜(貞惠) | 소방제(蕭方諸) | 537년 ~ 552년 | 귀빈 왕씨       |       | [ 6 ]                  |
| 3 | 황태자(皇太子)         | 민회(愍懷) | 소방구(蕭方矩) | ? ~ 554년     | 귀인 원씨       | [ 7 ] | [ 8 ]                  |
| 4 | 진안군왕(晉安郡王)     |            | 소방지(蕭方智) | 543년 ~ 558년 | 황태후 하왕풍   | [ 9 ] | 제6대 황제 경제(敬帝). |
| 5 | 시안군왕(始安郡王)     |            | 소방략(蕭方略) | ? ~ 554년     | 귀빈 왕씨       |       | [ 8 ]                  |
| 6 |                        |            | 소방규(蕭方規) |               |                 |       |                        |

### 황녀
| - | 봉호               | 이름           | 생몰년도 | 생모            | 부마       | 별칭 | 비고 |
| - | ------------------ | -------------- | -------- | --------------- | ---------- | ---- | ---- |
| 1 | 익창공주(益昌公主) | 소함정(蕭含貞) |          | 하동왕비 서소패 |            |      |      |
| 2 | 공주(公主)         | 소함개(蕭含介) |          |                 |            |      |      |
| 3 | 안창공주(安昌公主) |                |          |                 | 서철(徐徹) |      |      |
| 4 | 공주(公主)         | 소함지(蕭含芷) |          |                 |            |      |      |

## 기년
| 효원제      | 원년                           | 2년        | 3년        |
| ----------- | ------------------------------ | ---------- | ---------- |
| 서력 (西曆) | 552년                          | 553년      | 554년      |
| 간지 (干支) | 임신(壬申)                     | 계유(癸酉) | 갑술(甲戌) |
| 연호 (年號) | 태청(太淸) 6년 승성(承聖) 원년 | 2년        | 3년        |